# Dave Scatchard
Dave Scatchard, kanadski hokejist, * 20. februar 1976, Hinton, Alberta, Kanada.
Scatchard je člansko kariero začel pri klubu Portland Winter Hawks v ligi WHA v sezoni 1993/94, po treh sezonah pa je prestopil v AHL klub Syracuse Crunch. Leta 1994 je bil kot 42. izbran na NHL naboru s strani kluba Vancouver Canucks, za katerega je zaigral v sezoni 1997/98. Skupno je v ligi NHL, kjer je igral še za klube New York Islanders, Boston Bruins, Phoenix Coyotes, Nashville Predators in St. Louis Blues, odigral 659 tekem rednega dela, na katerih je dosegel 128 golov in 141 podaj, ter sedemnajst tekem končnice, na katerih je dosegel po dva gola in podaji. Avgusta 2011 je najavil svojo upokojitev zaradi poškodb povezanih s pretresom možganov. 

## Pregled kariere
Odebeljeno - reprezentančni nastopi, glej tudi Statistika pri hokeju na ledu.
| Moštvo                | Liga | Sezona |    | Redni del | Redni del | Redni del | Redni del | Redni del | Redni del |   | Končnica | Končnica | Končnica | Končnica | Končnica | Končnica |
| --------------------- | ---- | ------ | -- | --------- | --------- | --------- | --------- | --------- | --------- | - | -------- | -------- | -------- | -------- | -------- | -------- |
| Moštvo                | Liga | Sezona | OT | G         | P         | T         | +/-       | KM        | OT        | G | P        | T        | +/-      | KM       |          |          |
| Portland Winter Hawks | WHL  | 93/94  |    | 47        | 9         | 11        | 20        |           | 46        |   | 10       | 2        | 1        | 3        |          | 4        |
| Portland Winter Hawks | WHL  | 94/95  |    | 71        | 20        | 30        | 50        |           | 148       |   | 8        | 0        | 3        | 3        |          | 21       |
| Portland Winter Hawks | WHL  | 95/96  |    | 59        | 19        | 28        | 47        |           | 146       |   | 7        | 1        | 8        | 9        |          | 14       |
| Syracuse Crunch       | AHL  | 95/96  |    | 1         | 0         | 0         | 0         |           | 0         |   | 15       | 2        | 5        | 7        |          | 29       |
| Syracuse Crunch       | AHL  | 96/97  |    | 26        | 8         | 7         | 15        |           | 65        |   |          |          |          |          |          |          |
| Vancouver Canucks     | NHL  | 97/98  |    | 76        | 13        | 11        | 24        |           | 165       |   |          |          |          |          |          |          |
| Vancouver Canucks     | NHL  | 98/99  |    | 82        | 13        | 13        | 26        |           | 140       |   |          |          |          |          |          |          |
| Vancouver Canucks     | NHL  | 99/00  |    | 21        | 0         | 4         | 4         |           | 24        |   |          |          |          |          |          |          |
| New York Islanders    | NHL  | 99/00  |    | 44        | 12        | 14        | 26        |           | 93        |   |          |          |          |          |          |          |
| New York Islanders    | NHL  | 00/01  |    | 81        | 21        | 24        | 45        |           | 114       |   |          |          |          |          |          |          |
| New York Islanders    | NHL  | 01/02  |    | 80        | 12        | 15        | 27        |           | 111       |   | 7        | 1        | 1        | 2        |          | 22       |
| New York Islanders    | NHL  | 02/03  |    | 81        | 27        | 18        | 45        |           | 108       |   | 5        | 1        | 0        | 1        |          | 6        |
| New York Islanders    | NHL  | 03/04  |    | 61        | 9         | 16        | 25        |           | 78        |   | 5        | 0        | 1        | 1        |          | 6        |
| Boston Bruins         | NHL  | 05/06  |    | 16        | 4         | 6         | 10        |           | 28        |   |          |          |          |          |          |          |
| Phoenix Coyotes       | NHL  | 05/06  |    | 47        | 11        | 12        | 23        |           | 84        |   |          |          |          |          |          |          |
| Phoenix Coyotes       | NHL  | 06/07  |    | 46        | 3         | 5         | 8         |           | 72        |   |          |          |          |          |          |          |
| Hartford Wolf Pack    | AHL  | 07/08  |    | 3         | 0         | 1         | 1         |           | 0         |   |          |          |          |          |          |          |
| Milwaukee Admirals    | AHL  | 07/08  |    | 8         | 1         | 2         | 3         |           | 14        |   |          |          |          |          |          |          |
| Milwaukee Admirals    | AHL  | 09/10  |    | 36        | 20        | 10        | 30        |           | 59        |   | 3        | 0        | 0        | 0        |          | 2        |
| Nashville Predators   | NHL  | 09/10  |    | 16        | 3         | 2         | 5         |           | 17        |   |          |          |          |          |          |          |
| Peoria Rivermen       | AHL  | 10/11  |    | 41        | 7         | 11        | 18        |           | 50        |   |          |          |          |          |          |          |
| St. Louis Blues       | NHL  | 10/11  |    | 8         | 0         | 1         | 1         |           | 6         |   |          |          |          |          |          |          |
| Skupaj                |      |        |    | 951       | 212       | 241       | 453       |           | 1568      |   | 60       | 7        | 19       | 26       |          | 104      |